# Négociation
Pour les articles homonymes, voir Négociateur.
 (avril 2021).
 (avril 2021).
Si vous disposez d'ouvrages ou d'articles de référence ou si vous connaissez des sites web de qualité traitant du thème abordé ici, merci de compléter l'article en donnant les références utiles à sa vérifiabilité et en les liant à la section « Notes et références ».

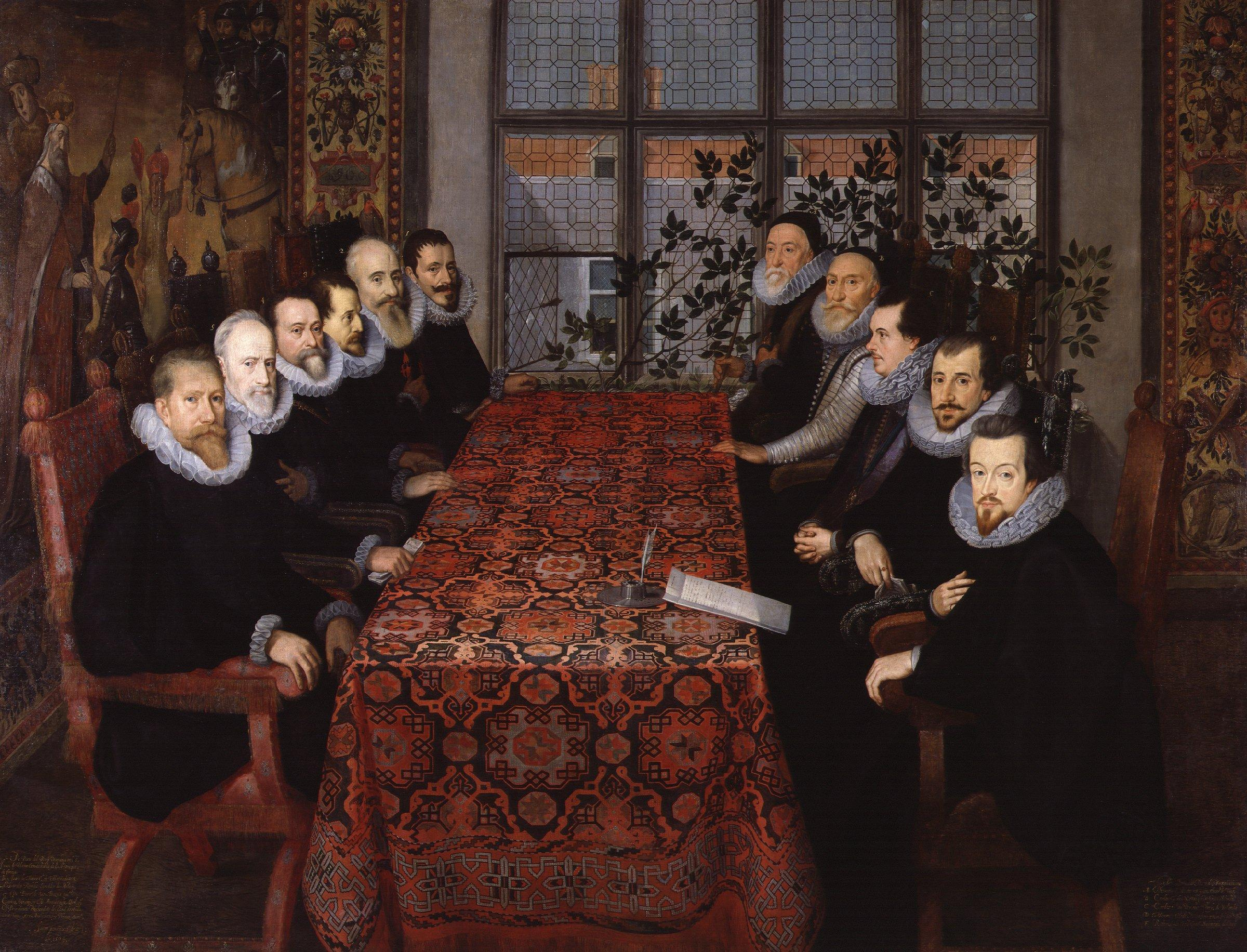
Somerset House Conference : peinture d'un artiste anonyme représentant la négociation du Traité de Londres à Somerset House en août 1604. Ces négociations ont mis fin à la guerre anglo-espagnole. (National Portrait Gallery)

La négociation est un terme désignant les démarches entreprises pour parvenir à un accord ou conclure une affaire. Les parties prenantes doivent alors effectuer des compromis pour trouver cet accord. 
Il est contestable d’employer le terme de négociation pour désigner une délibération avec soi-même, un ajustement immédiat de son comportement ou un accord tacite.   

## Étymologie et évolution du sens
Négociation provient du latin negotium où nec (-ne pas) infirme otium signifiant le temps libre et les loisirs chez les patriciens romains. Sans être du repos, l’activité de negotium se distinguait alors du Labor (le travail agricole, artisanal ou de petit commerce) effectué par la plèbe. Le negotium caractérisait ainsi une « bourgeoisie d’affaires » qui structurait les échanges de biens et matières premières. Par extension, ce terme désigna toute affaire privée et publique où il fallait réussir à concilier dans un accord des points de vue divergents. 
En français moderne le sens se dissocie en négociant et négociateur. Le Larousse de 1923 établit ainsi un distinguo entre celui qui fait du négoce (le commerçant) et celui qui dans une suite d’entretiens et d’échanges exerce une influence politique en opposition à la force et la guerre (le diplomate).
Au cours du XXe siècle, le clivage entre pratiques nobles et commerciales s'estompe puisque les diplomates négocient comme le font les acteurs du monde entrepreneurial. 
Actuellement, le terme négociation est donc utilisé dans un sens très large, au-delà de ses domaines de prédilection que sont le commerce, la diplomatie ou les relations professionnelles. La notion s’est banalisée et il n’est pas rare d’entendre le profane vouloir « négocier » toute sorte d’épreuves  (un virage, la mort, l’avenir, sa carrière, etc.).
Les spécialistes la définissent le plus souvent comme un processus de dialogue centré sur un problème à résoudre et visant un accord mutuellement acceptable. La négociation apparaît ainsi comme une solution alternative à l’usage de la force, du droit ou de l’autorité lorsqu’il s’agit de mener des affaires, d’entreprendre un projet, de prendre une décision ou de gérer un conflit. 
Dans le monde occidental, cet accroissement du champ de la négociation semble se développer avec la montée de l’individualisme, l’affaiblissement des institutions, la démocratisation et l'accélération des échanges. Tout le monde semble craindre l’autoritarisme et les décisions unilatérales. Chacun souhaite contribuer à trouver des solutions qui le concerne pour ses affaires publiques ou privées. Dans les sociétés démocratiques, ceux qui peuvent négocier sont ceux qui s’organisent et se regroupent en collectif pour faire pression sur le pouvoir central. Cette omniprésence de la négociation concerne toutes les instances (entreprises, organisations publiques et associatives, famille, etc.). À tous les niveaux, chacun est invité à négocier en permanence dans sa vie quotidienne. La négociation porte autant sur les valeurs que sur les intérêts et devient un nouvel objet d'étude.
À l'ère de l'hyper-transparence induite par les réseaux sociaux, les négociations impliquent de plus en plus d'acteurs et de communautés. Elles deviennent de ce fait encore plus complexes et difficiles à faire aboutir.

## Définitions de la négociation
Les définitions de la négociation sont nombreuses. 
Envisagée du point de vue de son résultat, la négociation est un système de prise de décision ou de partage des ressources par lequel les acteurs s'entendent au lieu d'agir unilatéralement. Pour Lax et Sebenius, il s’agit ainsi d’un « processus d’interaction opportuniste dans lequel deux ou plusieurs acteurs (parties) en situation de conflit apparent, tentent d’obtenir par un accord un résultat meilleur que par d’autres moyens de décision.
Considérée comme un processus, la négociation est assimilée à une méthode de gestion des conflits ou de résolution de problème entre parties interdépendantes. Christophe Dupont la définit ainsi comme une activité qui met en interactions plusieurs acteurs qui, confrontés à la fois à des divergences et à des interdépendances, choisissent (ou trouvent opportun) de rechercher volontairement une solution mutuellement acceptable. Cette définition  est « la plus usitée dans la littérature francophone ».
La plupart des analystes la distinguent des notions voisines de résolution des conflits ou de prise de décision collective qui sont :
- la simple discussion dans laquelle les protagonistes cherchent moins à s’entendre qu’à exprimer leurs désaccords et à justifier le bien fondée de leurs thèses respectives ;
- la consultation qui a pour objectif de recueillir les avis d’un certain nombre de personnes en amont d’une décision sans que celles-ci participent collectivement au choix final. Le but d’une consultation est un simple transfert d’information ;
- la concertation qui a pour objectif d’aplanir les divergences d’opinions et les préférences individuelles au sein d’un groupe uni par un objectif commun qui transcende les conflits d’intérêts ;
- la médiation (et la conciliation) qui suppose le recours à un tiers facilitateur des échanges ;
- l’adjudication, qui consiste à recourir à un tiers (juge, arbitre, expert, etc.) ou à une procédure (vote, tirage au sort, etc.) pour décider.

La négociation suppose ainsi que soient réunies plusieurs conditions :
- l’existence d’une divergence, d’un désaccord entre les protagonistes ;
- la volonté mutuelle de résoudre ce désaccord ;
- un souci commun d’ajuster ses comportements sans se soumettre immédiatement à la volonté de l’autre ou au respect d’une règle.

Il est alors possible d'admettre sous le vocable « négociation » la totalité des modes de gestion de la relation sociale et interpersonnelle, qui se trouve à égale distance du consensus sans réserve et de l'affrontement violent.
Bourque et Thuderoz vont plus loin en chantant les louanges de la négociation comme « art moral ». Il s'agit alors d'une pratique où tous les coups ne sont pas acceptables et où la créativité est requise en suivant des règles universelles et en respectant les différences culturelles. 

## Résultats de la négociation
La négociation peut aboutir à un échec ou à un accord. Dans ce dernier cas, une négociation qui se déroule en mode coopératif conduit généralement à un accord dans lequel les deux parties s'estiment gagnantes (gagnant-gagnant). En revanche, si la négociation se déroule en mode compétitif ou distributif, l'accord risque d'être gagnant-perdant et instable, voire perdant-perdant.
Autrement dit, la qualité d'un accord dépend autant, voire plus, de ses conséquences à terme sur les relations des protagonistes que des gains obtenus.
Exemples de causes d'échec d'une négociation :
- positions des interlocuteurs inconciliables (l'un d'eux a atteint son point de rupture, c'est-à-dire un niveau de concessions tel qu'il ne peut concéder plus) ;
- manque de temps.

L'accord résultant d'une négociation sera le plus souvent formalisé par un contrat (domaine économique), un traité (domaine politique, dont Francis Walder donne un exemple dans Saint-Germain ou la Négociation, récit inspiré de la conférence au cours de laquelle fut mis fin en France à la troisième guerre de Religion ; la paix de Saint-Germain ne dura que deux ans), un « accord » ou une convention (domaine social, par exemple : les accords de Grenelle), un compromis, un arrangement, un accommodement, un consensus.
Aujourd'hui, la négociation s'étend à d'autres champs d'intervention comme les négociations conflictuelles, les négociations de crise et, bien sûr, les négociations de prise d'otages. Elles obéissent à d'autres processus où la tension prend une dimension tout à fait dramatique dans l'instauration du désaccord.

## Conception de la négociation
La manière dont les parties conçoivent la négociation a une influence déterminante sur son résultat. Le fait d’envisager la négociation comme un duel conduit ainsi généralement chaque protagoniste à adopter des postures plus combatives que d’ordinaire. Les méthodes, stratégies et tactiques de négociations utilisées reposent ainsi souvent sur la façon de percevoir l’issue des discussions et les relations avec les autres.  La majorité des auteurs, à la suite des travaux de Walton et Mc Kersie (1965) distinguent deux types de processus : la négociation distributive et la négociation intégrative. Plus récemment, Viau, Sassi et Pujet ont proposé une troisième conception inclusive de la négociation. Ces trois principales visions de la négociation structurent les processus, les outils et les techniques utilisées. 

### Négociation distributive (ou compétitive)
Il s’agit du mode de transaction qui s’impose souvent aux parties dès que l’échange est voué à être unique, que l’un des acteurs se méfie ou est perçu comme suspect, que les enjeux sont des ressources essentielles en quantité finie ou que simplement l’historique des rencontres précédentes s’est déroulé en des affrontements plus ou moins ritualisés.  
Dans cette approche, chaque négociateur tente d’obtenir le plus en donnant le moins comme le signifiait Turgot dès le XVIIIe siècle. Tout compromis s’arrache dans une logique Gagnant/Perdant où la domination de l’un entraîne la capitulation de l’autre. Le jeu est à sommes nulles. Selon la métaphore popularisée, chacun essaie de s’attribuer la plus grosse part du gâteau. 
Les positions excessives, notamment lors de la première offre (PAI : Position Affichée Initiale), sont la norme et les contreparties sont surévaluées par simple rivalité mimétique. Les surestimations provoquent une dynamique compétitive et des échanges prolongés uniquement par jeu outrepassant le temps de négociation nécessaires.  
En cas de négociations complexes à plusieurs rounds, les frustrations et les rancœurs d’une séance ou d’un accord précédent peuvent envenimer une transaction simple future. 
Les habitudes de tensions entre parties prenantes, même en cas d’opportunités nouvelles, provoquent une difficulté à changer de mode d’échanges. 
Exemples : Négociations classiques dites de souks, Armistice imposé par un vainqueur, Achats en milieu très concurrentiels (Gagnant l’acheteur/Perdant le fournisseur) ou monopolistiques (Gagnant le fournisseur/Perdant les acheteurs).

### Négociation intégrative (ou collaborative)
Le traitement de la relation entre parties est la priorité dans une négociation se voulant intégrative. Une prise de contact induisant un rapport de confiance permet de développer un esprit de coopération sur lequel les acteurs élaboreront leur compromis. Les coups bas et les tentatives d’intimidation sont donc proscrites. L’expression des intérêts de chacun et leur compréhension sont au cœur du dispositif s’orientant vers des accords dits Gagnant-Gagnant (Win-Win) entre contractants.  
La multiplication des alliances entre parties prenantes présentes est un jeu à somme positive. L’analogie de faire grossir le gâteau avant de se le partager afin que chacun obtienne une part plus importante est souvent un raccourci utilisé pour motiver des acteurs sur ce principe intégrateur.  
De rencontres en rencontres, la compréhension réciproque des parties prenantes améliore leurs capacités à trouver de meilleurs accords de plus en plus rapidement.  Les compromis s’établissent dans un esprit de coopération qui inclut des positions de retrait voire de pertes pour certaines parties prenantes qui comprennent que leur intérêts immédiats et/ou de long terme est d’accepter de minimiser les moins-values que provoqueraient un retour à un mode distributif.  
Parmi les méthodes de négociation intégrative, la théorie la plus diffusée a été élaborée par les américains Fisher et Ury, auteurs de l’ouvrage Getting to Yes (1981). Leur négociation raisonnée ou « Négociation basée sur les intérêts » est considérée comme une méthode éprouvée permettant d’obtenir des accords à gains mutuels, dits « Gagnant-Gagnant ». Elle recommande aux parties de privilégier les attitudes coopératives pour rechercher des solutions innovantes satisfaisant les attentes de chacun tout en reléguant en fin de processus les enjeux distributifs. Elle incite également tout à chacun à travailler à rechercher une solution de rechange (La meilleure solution de rechange ou MESORE) en cas d’échec de la négociation.

### Négociation inclusive (ou responsable)
La Négociation inclusive ou Négociation responsable recherche à convertir en forces de propositions l’ensemble des points de vue des acteurs concernés, y compris ceux manifestant leur radicalité. Son processus inclut dans la controverse, en amont des accords, tous les acteurs potentiels soit en présentiel soit à distance. L’expression des absents est assurée par des représentants. Le but est de formuler des accords Gagnant-présents/Gagnant-absents. Le référentiel des discussions, dès les premiers contacts est la recherche de Performance Globale qui se définit par des critères économiques, sociétaux et environnementaux.  
La négociation inclusive impose également un équilibre entre les différents négociateurs. Chaque coalition bénéficie donc au cours des rencontres d’une position de référent. Ce leadership partagé se négocie entre parties selon les motivations, les autorités, les pouvoirs de chacun. 
La créativité est mobilisée pour faire signer un premier accord, y compris non contraignant, pour entrainer les acteurs à prendre des décisions et commencer à les appliquer tout en continuant les négociations.  
La recherche d’inclusion est facilitée par la libre circulation d’une ébauche de protocole. Ce document aide à faire émerger les premiers points pouvant être mis en application qu’ils soient économiques, sociétaux et environnementaux sans attendre d’obtenir des accords exhaustifs dans ces trois dimensions.

### Négociation contributive
La négociation contributive est une méthode développée en médiation professionnelle consistant à entretenir la qualité relationnelle instaurée dans le cadre du processus structurée de résolution du conflit. Cette négociation privilégie l'altérité. L'accompagnement du médiateur professionnel permet aux participants d'élaborer un projet personnel séparé ou commun en contribuant à la réussite de l'accord. Ce dernier peut ainsi intégrer une clause de médiation en prévision d'éventuels changements dans l'évolution de la vie des intéressés et affectant leur accord.

## Exemples

### Négociation commerciale
Deux entreprises souhaitent travailler ensemble : l'une fournissant des biens (ou des services) à l'autre, moyennant un prix et des conditions générales (délais de paiement, durée de l'accord, engagement sur les quantités achetées, etc.).
Il faut tout d'abord démythifier l'acte de négociation : la préparation est au moins aussi importante que la maîtrise du face à face acheteur / vendeur et ses « techniques » psychologiques.
Les étapes clés (processus d'achat) :
- identification du besoin ;
- examen et formalisation du besoin : écriture du cahier des charges :
  - quels sont les besoins de l'entreprise : volumes, spécifications techniques, niveau de service attendu, lieux de livraison, etc. ?
  - cette étape est fondamentale car elle permet d'une part de rationaliser ce besoin et de mettre tous les acteurs de l'entreprise au diapason, et d'autre part de s'adresser au marché de façon claire et identique pour tous ;
- analyse du marché :
  - quels sont les fournisseurs ? Dans quels pays sont-ils localisés ?
  - quel est leur processus de fabrication ?
  - quels sont les principaux facteurs de coûts ?
  - quel est le rapport entre offre et demande ?
- rédaction de l'appel d'offres ;
- dépouillement des offres et analyse des résultats ;
- analyse des forces/ faiblesses de chacune des parties en présence ;
- sélection « short list » ;
- négociation (recherche de l'accord) :
  - celui-ci peut se faire en face en face, ou de plus en plus grâce à des outils Internet, du type enchère inversée ;
- contractualisation.

Les étapes clés (processus de vente) :
- préparation : avant la négociation proprement dite, il est nécessaire de recueillir des informations sur son prospect, de définir ses objectifs à atteindre en priorités et d'établir un plan stratégique ;
- ambiance : dans quel contexte la négociation aura-t-elle lieu ? Présentation des protagonistes ;
- prise de contact : salutations, présentation des positions affichées et des objectifs de chacun ;
- découverte : questionnement ouvert et méthode d'écoute-active pour comprendre la problématique de son interlocuteur ;
- reformulation : permet de contrôler la bonne compréhension des attentes du client et/ou de montrer au client qu’il a été bien entendu et compris ;
- discussion : argumentation et traitement des différentes objections (non sincères et non fondées, sincères et non fondées, sincères et fondées) ;
- négociation : recherche de l’accord, échange de concessions et de contreparties entre les négociateurs pour établir un accord ;
- conclusion : obtenir l'accord ;
- suivi de la négociation et respect du contrat.

Pour information : Les étapes clés du processus de vente persuasive (absence de marge de négociation) :
- ambiance ;
- découverte ;
- argumentation et réponse aux objections ;
- conclusion.

Ce processus mis en pratique depuis les années 1960 s’inspire de l’approche AIDA (Attention, Intérêt, Désir, Action) attribuée au publicitaire américain Elias 'St. Elmo Lewis (en)' (1872-1948) et rapportée par Edward K. Strong, Jr. (en) (1884-1963) dans son ouvrage The Psychology of Selling and Advertising.

### Négociation lors de différends entre entreprises
- Livre V du Code de Procédure Civile : La résolution amiable des différends — Titre Ier : La médiation et la conciliation conventionnelles — Article 1530 : La médiation et la conciliation conventionnelles régies par le présent titre s’entendent, en application des Articles 21 et 21-2 de la loi du 8 février 1995 susmentionnée, de tout processus structuré, par lequel deux ou plusieurs parties tentent de parvenir à un accord, en dehors de toute procédure judiciaire en vue de la résolution amiable de leurs différends, avec l’aide d’un tiers choisi par elles qui accomplit sa mission avec impartialité, compétence et diligence.

### Négociation syndicale
- Évoquer la négociation syndicale sans évoquer la négociation patronale, c’est prendre le risque de retomber dans l’ornière de la double contrainte trop souvent vérifiée.
- Pour autant, la négociation syndicale ne se réduit pas au seul champ de l’activité industrielle mais touche tous les domaines de l’activité humaine.
- La négociation se réfère pour le moins aux deux types d’obligations que sont l’obligation expresse de négocier (OEN), et l’obligation implicite de négocier (OIN).
- La première relève du cadre structuré de la négociation collective ; la dernière débouche sur une culture de la discussion et de l’échange d’information : la gestion de l’intelligence collective.
- La gestion de l’intelligence collective, qui renvoie au cadre de la DPO, désigne un idéal d’organisation atteint avec plus ou moins de bonheur selon les époques et les lieux.
- Histoire (mondiale) de la participation, Jean Bornard, 1992 (JO no 8900 114 V du 19 juin 1989)

### Négociation politique
- Au niveau des États, l'histoire le montre à suffisance, la négociation n’est pas inhérente à la nature humaine. La tentation du coup de force a souvent existé et rien n’indique que ce phénomène appartient au passé. C’est pour faire face à cette réalité qu’un grand nombre de Constitutions fixent de manière impérative l’organisation de l’État et, en particulier des pouvoirs législatif, exécutif et judiciaire, dans une logique d’équilibre et de contrôle mutuel. La négociation dans le domaine politique dépend fortement de l'organisation qui a ainsi été fixée dans les lois fondamentales des différents États concernés. De manière schématique, il existe deux grands types de modèle parmi les régimes démocratiques. D’une part, les démocraties majoritaires et, d’autre part, les démocraties de consensus. Au sein de ces modèles, les procédés de démocratie directe, tel le référendum ou la consultation populaire, peuvent venir renforcer ou, au contraire, atténuer le caractère majoritaire du processus décisionnel.  Le mode de décision au sein de ces modèles est fondamentalement différent et, par voie de conséquence, la pratique de la négociation et le type de négociation dépendent de ces choix fondamentaux qui ont été fixés, à l’origine, dans la constitution du pays concerné.
- Un exemple célèbre : les négociations dans le cadre des accords Palestine / Israël.
- Négociation des accords de désarmement nucléaire(bilatéral ou multilatéral).
- Négociation de la paix de Saint-Germain-en-Laye (1570).
- Négociations multilatérales : Organisation mondiale du commerce, Protocole de Kyoto cf. §1.1, etc.

### Négociation conçue selon une logique systémique
Les étapes d'une négociation. 
Toute négociation conçue selon une logique systémique et où l'on passe d'une logique de rivalité à une logique de partenariat comporte généralement quatre étapes :
1. Cadrer la situation de négociation :
  - engager un échange convivial,
  - apporter les informations sur le contexte,
  - présenter un objectif commun et s'assurer qu'il est bien compris de tous,
  - proposer une méthode et vérifier qu'elle est bien acceptée (bouclage) ;
2. Explorer et recueillir les informations sur les objectifs spécifiques et les enjeux ;
3. Prendre position, négocier ;
4. Conclure.

Ceci constitue un cadre de référence et non une méthode rigide.

## Termes connexes
- Palabre : mode de discussion pour trouver un accord collectif ou entre deux parties, avec un sage pour conduire les débats.
- Marchandage : discussions pour obtenir ou vendre quelque chose au meilleur prix. En fait c'est une négociation comportant un seul point (de négociation), le prix. Discussion qui n'intègre en général qu'une seule variable (le prix ou le délai). Dans le marchandage, il y a en général deux perdants puisque les parties vont devoir faire des concessions sur la seule et unique variable de discussion sans se laisser l'opportunité d'échanger en faisant entrer d'autres variables dans la discussion. La différence fondamentale entre marchander et négocier est qu'en négociation on s'oblige à faire entrer de suite plusieurs variables dans la discussion.
- Pourparlers : conversation, conférence entre deux ou plusieurs personnes, pour s'accommoder, pour traiter d'affaires. Les pourparlers peuvent être un préalable à des négociations.
- Tractation : ensemble de démarches, de pourparlers à caractère officieux ou occulte, dans lesquels interviennent des manœuvres et des marchandages.
- Vente : terme souvent utilisé par erreur comme synonyme de négociation. On vend avant de négocier. Il faut néanmoins faire remarquer que la négociation se différencie de la vente par son objet (pas uniquement commercial), par la plus grande latitude généralement laissée aux acteurs et par les enjeux considérés comme très importants (on vend une automobile et on négocie un contrat d'armes).
- Médiation : implique la présence d'un tiers neutre, impartial, indépendant, garantissant des règles de fonctionnement et de communication, notamment de confidentialité, convenues avec les parties. Toutefois, en médiation, la négociation qui en découle est de nature contributive, c'est-à-dire que les parties vont passer un accord avec une préoccupation de durabilité, retenant l'hypothèse d'un retour devant le médiateur en cas de difficulté.
- Concession : fait de concéder quelque chose ou d'accorder un avantage à quelqu'un.
- Contrepartie : ce que l'on fournit en échange de quelque chose.